# Палатник, Давид Израилевич
Дави́д Изра́илевич Пала́тник (1 ноября 1913, Балта, Подольская губерния, Российская империя — 1998, Кишинёв) — молдавский советский архитектор, заслуженный архитектор Молдавской ССР (1985).

## Биография
Родился в семье каменщика в Балте (с 1924 года столице Молдавской АССР). После окончания Одесского строительного техникума в 1932 году, был принят проектировщиком в тираспольский «Молдавпроект», затем продолжил образование в Одесском инженерно-строительном институте (окончил в 1939 году)..
С 1940 года работал в Кишинёве. В звании майора дорожной службы занимался проектированием станционных зданий в строительном бюро «Дорпроект» Одесско-Кишинёвской железной дороги. С 1955 по 1993 год работал в проектном институте «Молдгипрострой», где был начальником архитектурно-строительного отдела № 2.
Жена — архитектор Циля Мироновна Дукарская (1914—?).

## Творчество
Будучи студентом Одесского инженерно-строительного института Давид Палатник под руководством своего преподавателя доцента Г. М. Готгельфа (1888—1953) разработал проект здания Тираспольского городского театра (Государственного драматического театра им. А. М. Горького) и застройки Театральной площади (1936), а в 1960—1963 годах (совместно с И. Л. Шмуруном, 1912—1985) их реконструкции.
В Кишинёве проектами Давида Палатника являются следующие архитектурные сооружения:
- ансамбль привокзальной площади (1950);
- проекты каскадной и гранитной лестниц в парке вокруг Комсомольского озера (совместно с Р. Е. Курцем);
- здание железнодорожной больницы на улице Фрунзе (ныне — ул. Колумна, 1954);
- 17-я железнодорожная школа (ныне — лицей «Минерва»), Дом Союза писателей Молдавии на Киевской улице (ныне — ул. 31 августа 1989 года, 1975);
- Дворец культуры профсоюзов на Рышкановке (1971);
- Республиканский центр охраны здоровья матери и ребёнка на улице И. Кодицы (ныне — ул. Буребиста, 1986);
- комплексы жилых домов на улице Тимошенко (ныне — ул. Дечебал);
- 16-этажный комплекс из трёх общежитий на улице Куйбышева (ныне — ул. Каля Ешилор)[7][8][9].

Давид Палатник спроектировал ряд школьных зданий, дошкольных учреждений и родильных домов города с использованием мотивов молдавской народной архитектуры и местных стройматериалов: котельца, декоративного кирпича, косоуцкого и бутового камня; проект детсада на 320 мест со скатной черепичной крышей и элементами национальной архитектуры получил серебряную медаль на ВДНХ СССР.
Автор проекта Дворца культуры в Бельцах (1969), реконструкции ограды кишинёвского парка имени А. С. Пушкина, нереализованного проекта детской железной дороги вокруг строящегося Комсомольского озера (1952). Во время сноса исторического еврейского кладбища в Кишинёве, на месте которого в 1959 году был разбит парк культуры и отдыха имени В. Куйбышева, участвовал в проекте съёмки надгробных камней.
Выставка, посвящённая столетию со дня рождения Давида Палатника прошла в Национальном музее археологии и истории Молдовы в феврале 2014 года.